# Lichtendorf (Dortmund)

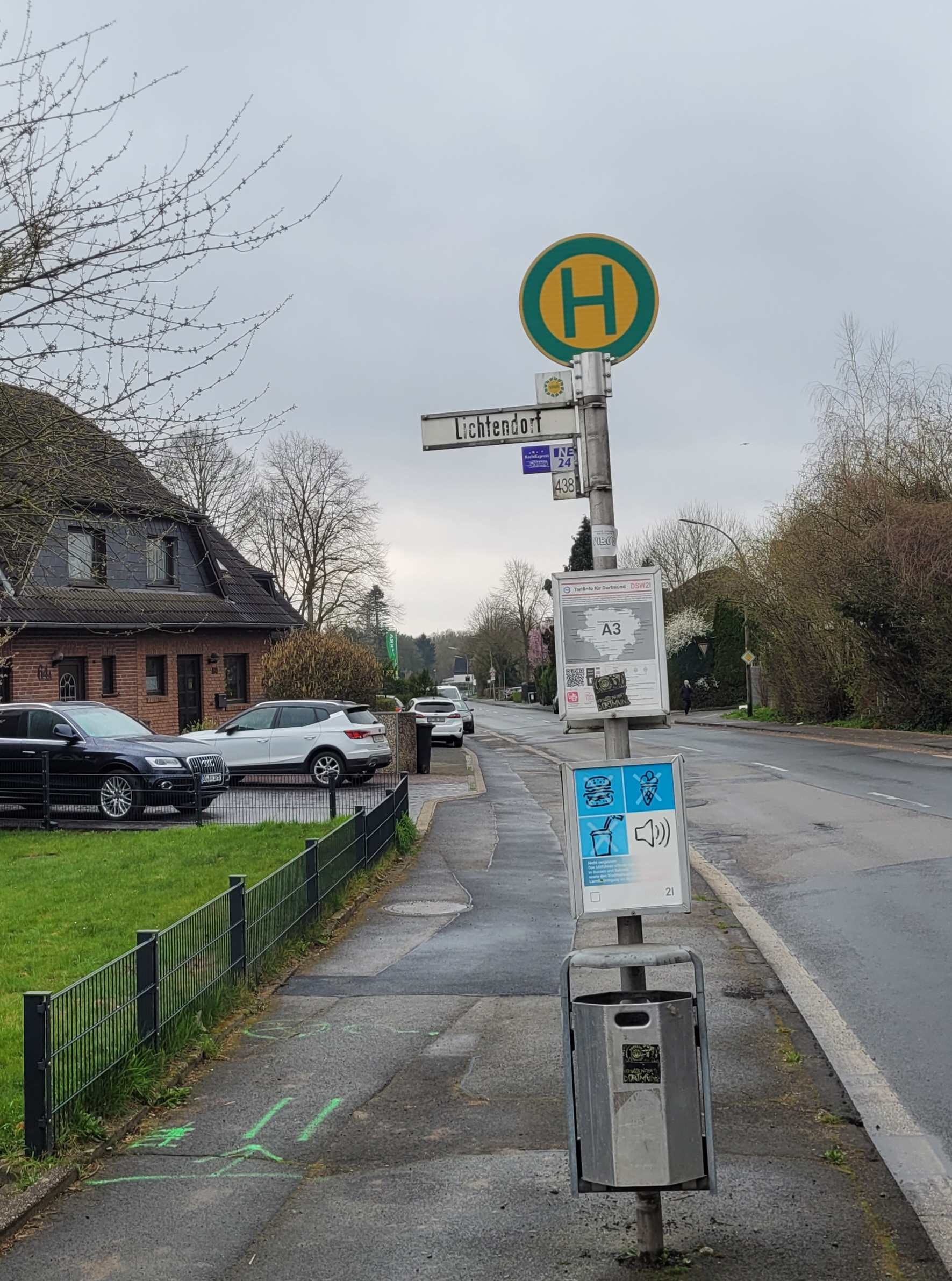
Haltestelle Lichtendorf

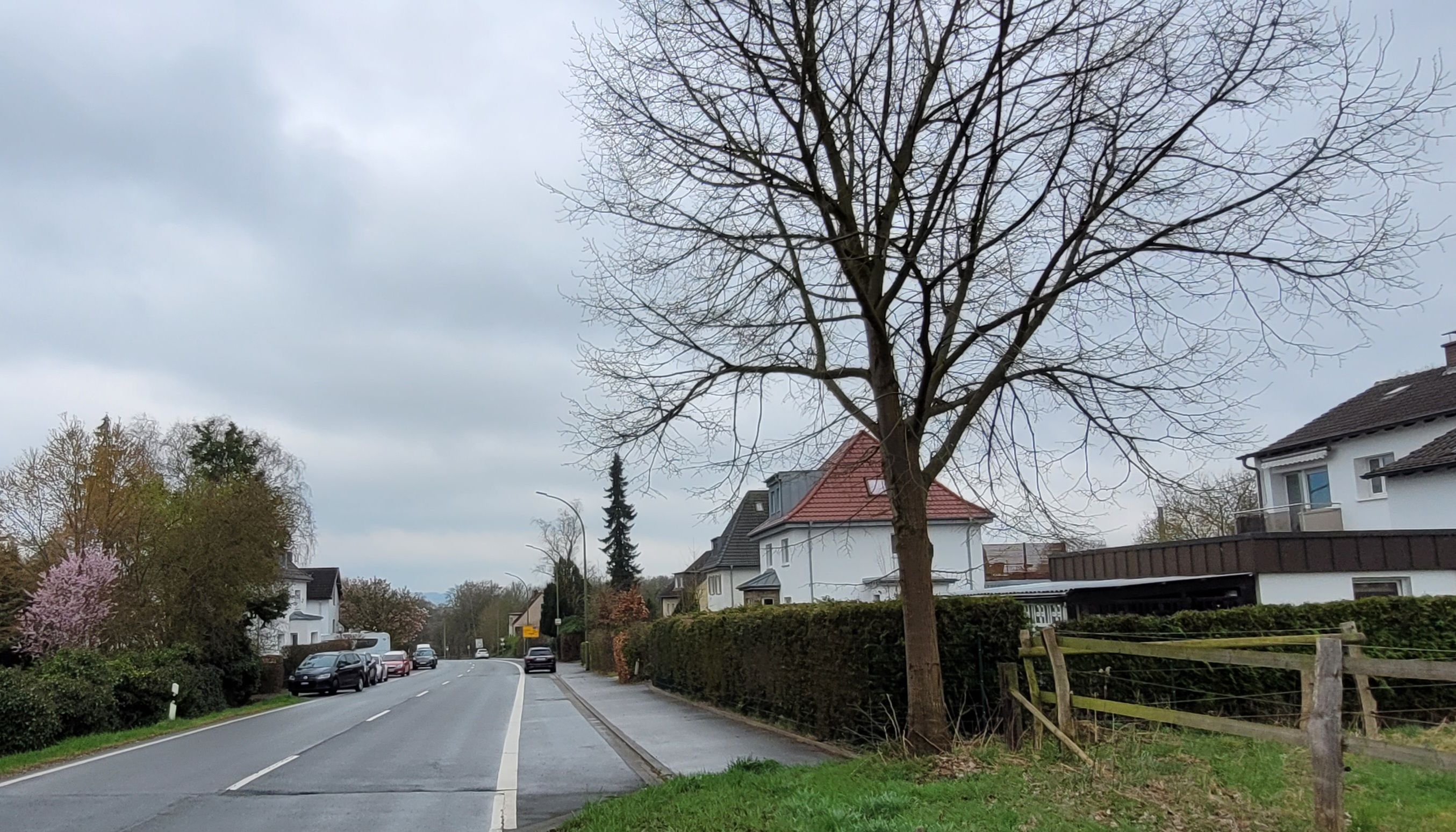
Straße in Lichtendorf

Lichtendorf ist ein südöstlicher Dortmunder Stadtteil im Stadtbezirk Aplerbeck. Der Stadtteil hatte am 31. Dezember 2018 insgesamt 2450 Einwohner und wird zum statistischen Bezirk Sölderholz gerechnet.

## Geographie
Lichtendorf liegt etwa 10 Kilometer südöstlich der Dortmunder Innenstadt. Als einer der wenigen Dortmunder Stadtteile befindet sich der Ort südlich des Hauptkamms des Ardeygebirges und grenzt an die Stadt Schwerte. Geographisch grenzt sich die Lichtendorferer Wohnbebauung, mit Ausnahme des nördlichen Übergangs nach Sölderholz, klar von seinen Nachbarstadtteilen ab. Südlich an den Siedlungsbereich Lichtendorfs angrenzend, verläuft die Bundesautobahn 1. Diese stellt auf diesem Abschnitt einen Teil des Dortmunder Autobahnrings dar. Die sich auf Lichtendorfer Gebiet befindliche Autobahnraststätte Lichtendorf ist überregional bekannt.
Der Stadtteil ist überwiegend von bürgerlichen Einfamilienhäusern und kleineren Mehrfamilienhäusern geprägt.

## Geschichte

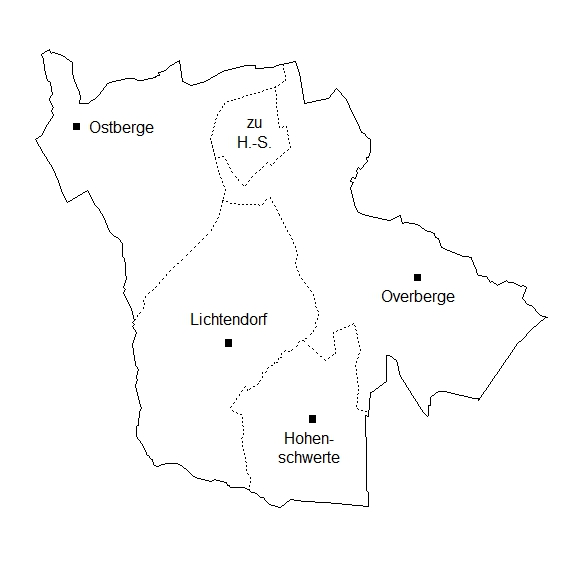
Historische Gemeinde Lichtendorf mit Zuordnung der Flurstücke zu den historischen Ortschaften.

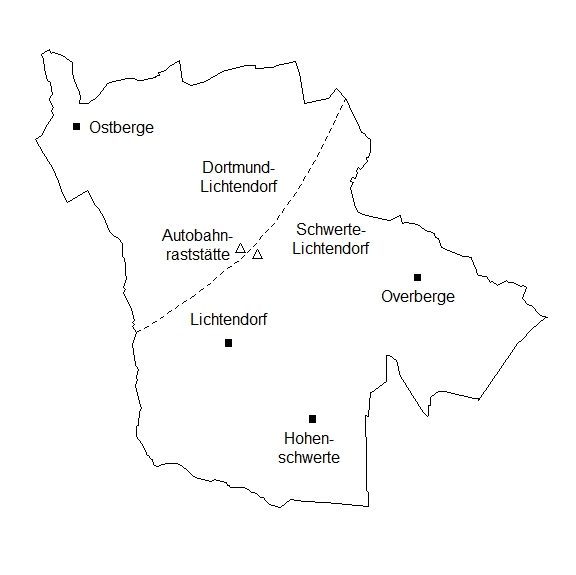
Aufteilung der historischen Gemeinde Lichtendorf in Schwerte-Lichtendorf und Dortmund-Lichtendorf mit historischen Ortskernen.

Erste urkundliche Erwähnung fand Lichtendorf in den beiden um 1220 angelegten Vogteirollen des Grafen Friedrich von Isenberg als „Lichtericdorpe“. Bereits in einer Stiftungsurkunde des von 963 bis 973 amtierenden Werdener Abtes Engelbert tauchen die Höfe „Overberge iuxta Honsuaerte“ (Overberge bei Hohenschwerte) auf. Die Bauerschaft Ostberge wird in einer Urkunde über die Sobbesche Erbauseinandersetzung 1390 als „Oistberge“ erwähnt. Der Name Lichtendorf setzte sich für diese Streusiedlungen, die sich auf Lichtungen der bewaldeten südlichen Hänge des Ardeygebirges befanden, erst später durch.
Die Lichtendorfer Siedlung wurde nach der Niederlage Preußens 1806 von Napoleons I. dem Großherzogtum Berg zugeteilt. Sie gehörten im Kanton Hörde zur Munizipalität Schwerte. 1813 nach der Übernahme des Gebietes durch Preußen blieb diese Zuordnung zunächst bestehen. 1817 gehörte Lichtendorf dann zur Bürgermeisterei Schwerte im Kreis Dortmund. 1887 wurden aus dem Landkreis Dortmund die Kreise Dortmund und Hörde gebildet, zu dem auch Lichtendorf mit dem Amt Westhofen gehörte. Nach der Auflösung des Landkreises Hörde im Jahre 1929 wurde das Amt Westhofen und mit ihm die Gemeinde Lichtendorf dem Landkreis Iserlohn zugeordnet.
Zu Beginn des 19. Jahrhunderts setzte sich die Wohnbevölkerung aus nur 20 Haushalten zusammen. Die Industrialisierung streifte Lichtendorf jedoch. Bergmänner, die in der Zeche Vereinigte Margarethe in Sölde arbeiteten, wurden mit ihren Familien in Lichtendorf angesiedelt. Die Arbeiterkolonien Eichholz  und Lamberg erstanden. Das soziale Gefüge der Ortschaft änderte sich von einer reinen Bauernortschaft hin zur Arbeitersiedlung.
Im Jahre 1882 wurde mit dem Neubau einer ersten evangelischen Grundschule, der Eichholzschule (heutige Schulstraße 47), begonnen. Die Einweihung erfolgte am 3. Dezember 1883. Jeden ersten Sonntag im Monat wurden hier fortan auch die Gottesdienste abgehalten.
Im Jahre 1905 lebten bereits mehr als 1000 Menschen in Lichtendorf.
Im Zweiten Weltkrieg wurde auch Lichtendorf Ziel britischer Bomber. Mehrere Höfe und das alte Schulgebäude wurden zerstört. In der Nachkriegszeit fanden viele Flüchtlinge, vor allem Vertriebene aus den Ostgebieten, in Lichtendorf Zuflucht. 1950 lebten bereits 1229 Personen in Lichtendorf.
Die Zugehörigkeit zum Landkreis Iserlohn und zur Stadt Schwerte bestand schließlich bis zur kommunalen Neuordnung in Nordrhein-Westfalen. Am 1. Januar 1975 wurde der nördlich der Autobahn A1 liegende Teil Lichtendorfs mit 1,84 km2 und damals 2812 Einwohnern ein Stadtteil der Stadt Dortmund. Der südliche Teil mit 3,04 km2 und damals 361 Einwohnern wurde in die Stadt Schwerte umgegliedert.
Noch heute ist die Ortsvorwahl für Lichtendorf die für das Ortsnetz Schwerte geltende 02304.

## Bevölkerung
Der Stadtteil Lichtendorf gehört zum statistischen Bezirk Sölderholz.
Bevölkerungsstruktur im statistischen Unterbezirk Lichtendorf (2018):
- Bevölkerungsanteil der unter 18-Jährigen: 14,2 % [Dortmunder Durchschnitt: 16,2 % (2018)][2]
- Bevölkerungsanteil der mindestens 65-Jährigen: 26,1 % [Dortmunder Durchschnitt: 20,2 % (2018)][3]
- Ausländeranteil: 3,6 % [Dortmunder Durchschnitt: 18,2 % (2018)][4]
- Arbeitslosenquote: 3,9 % [Dortmunder Durchschnitt: 9,8 % (2018)][5]

Das durchschnittliche Einkommen in Lichtendorf liegt etwa 20 % über dem Dortmunder Durchschnitt.
Bevölkerungsentwicklung
| Jahr | Einw. |
| ---- | ----- |
| 2003 | 2602  |
| 2008 | 2534  |
| 2010 | 2468  |
| 2013 | 2427  |
| 2018 | 2450  |

## Kirchen

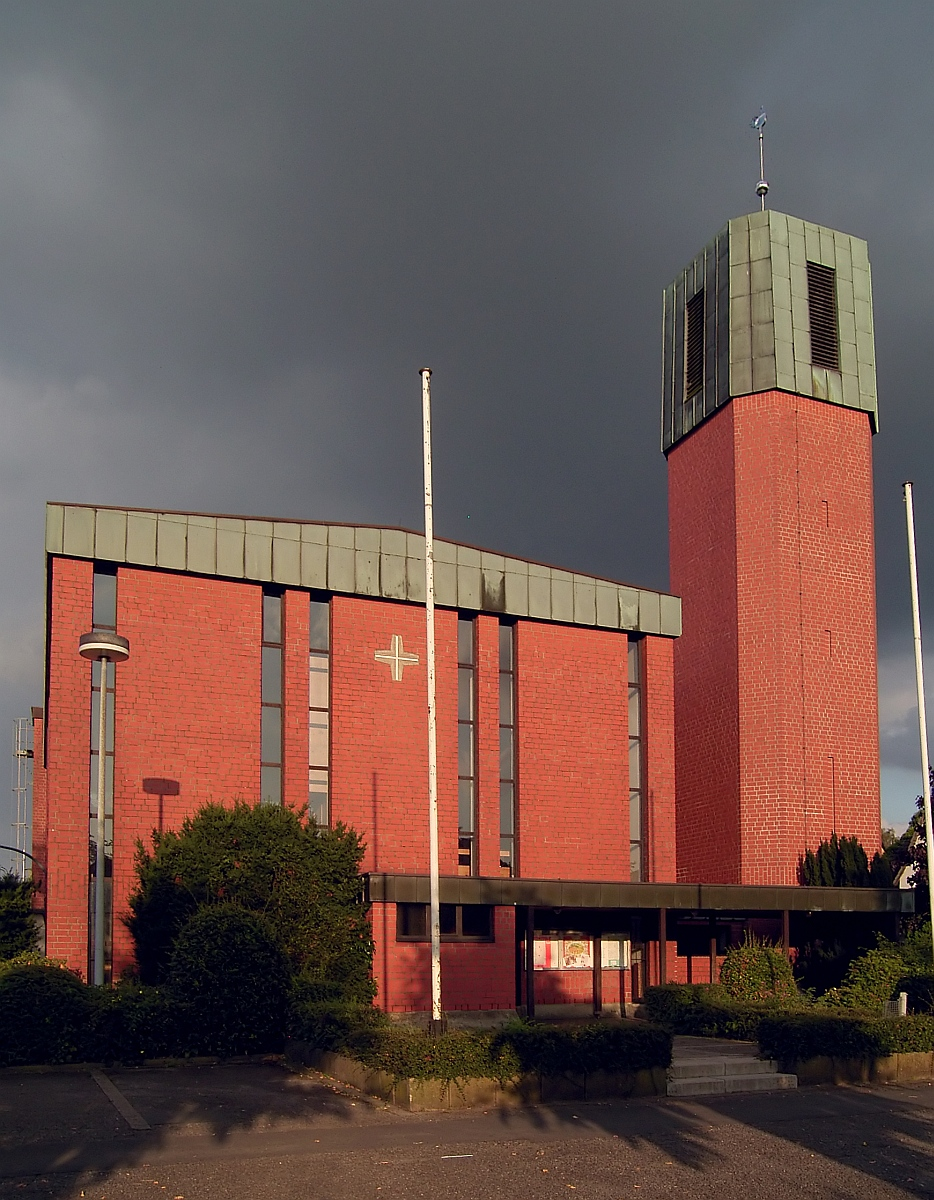
St. Bonifatius in der Abendsonne

Die Bewohner Lichtendorfs gehörten der Kirchengemeinde Schwerte an. Auch nach der Reformation änderte sich daran nichts. Für die evangelische Bevölkerung fanden seit 1883 einmal im Monat Gottesdienste durch einen Schwerter Pfarrer in der Eichholzschule in  Lichtendorf statt. 1920 wurde die evangelische Frauenhilfe, 1924 der evangelische Kirchenchor Geisecke-Lichtendorf und 1952 der Posaunenchor Geisecke-Lichtendorf gegründet. 1928 wurde in Geisecke das Gemeindehaus gebaut, in dem seitdem die Gottesdienste stattfanden. Auch heute noch gehört die evangelische Gemeinde zur Kirchengemeinde Schwerte und zum Kirchenkreis Iserlohn.
Durch die Zuwanderung der Bergleute in den Siedlungen Eichholz und Lamberg nahm der katholische Bevölkerungsanteil stark zu. 1892 gründete sich ein Kirchbauverein, um Gelder für eine eigene Kirche zu sammeln. Im Dezember 1906 wurde die Kirche dem heiligen Bonifatius geweiht. Auch die katholische Kirche gehörte als Filialkirche nach Schwerte. Im Dezember 1964 wurde eine neue Kirche durch den Paderborner Erzbischof Lorenz Jaeger wieder zu Ehren des heiligen Bonifatius geweiht. Nach der Kommunalen Neuordnung 1975 wurde die Gemeinde der Pfarrei St. Ewaldi in Dortmund-Aplerbeck zugeordnet. Der südliche Teil Lichtendorfs wurde der Stadt Schwerte zugeteilt und die kath. Gemeinde kam zurück zur Schwerter Gemeinde.
1961 wurde die Neuapostolische Gemeinde Lichtendorf gegründet. Die Kirche der Gemeinde wurde im Jahr 1983 bezogen. Am 29. April 2010 fand der letzte Gottesdienst statt. Die Kirche steht nun zum Verkauf.